# Amt Pirna
Das Amt Pirna war der Verwaltungsmittelpunkt des Meißnischen Kreises im Kurfürstentum Sachsen. Bis zum Ende der sächsischen Ämterverfassung im Jahr 1856 bildete es den räumlichen Bezugspunkt für die Einforderung landesherrlicher Abgaben und Frondienste, für Polizei, Rechtsprechung und Heeresfolge. Verwaltungssitz war die Stadt Pirna an der Elbe.

## Geschichte
Die Wurzeln des Amtes liegen im Spätmittelalter. Alfred Meiche zufolge ging es in seiner ursprünglichen Ausdehnung auf den alten Grenzwald zwischen der Burggrafschaft Dohna und dem einst böhmischen Gebiet um Königstein zurück. In der Folge dehnte es sich zunächst längs der Gottleuba aus. Im Jahr 1368 wurde der „districtus Peyernensis“ erwähnt. Eine böhmische Burggrafschaft Pirna fiel gemeinsam mit der Vogtei Königstein im Jahr 1404 an die Wettiner und wurde in die Markgrafschaft Meißen integriert. Mitte bis Ende des 15. Jahrhunderts wurde der Sitz der Vogtei Dohna und mit ihm der Dohnaer Schöppenstuhl nach Pirna verlegt. Pirna und Königstein wurden etwa um das Jahr 1500 zum Amt Pirna zusammengefasst, wobei der Hauptort das näher an Dresden gelegene Pirna wurde.
Der Amtssitz befand sich auf Schloss Sonnenstein, bis er 1647 an den Marktplatz in die Stadt Pirna verlegt wurde. Im Amt bestand seit 1784 die Ressorttrennung von Justiz- und Rentamt, jedoch wurden daraus erst 1831 selbstständige Behörden. Das Landgericht Pirna übernahm 1854 die Aufgaben des Justizamtes Pirna. Das Gerichtsamt Pirna wurde hingegen erst 1856 eingerichtet und das 1865 gebildete Forstrentamt Pirna übernahm die letzten Aufgaben des nunmehr endgültig aufgelösten Rentamtes Pirna. Ab 1874 gehörte das Gebiet des vormaligen Amtes Pirna fast vollständig zur Amtshauptmannschaft Pirna, aus der wiederum der Landkreis Pirna hervorging.

## Bevölkerungszahl
Im Jahr 1754 gab es im Amt Pirna 839 ganze und 608 halbe Hüfner, 363 Gärtner sowie 1922 Häusler. Im Jahr 1779 wurden 19.509 Menschen im Alter von mehr als zehn Jahren gezählt, im Jahr 1803 bereits über 32.000 Menschen. Danach stieg die Bevölkerungszahl auf 38.103 im Jahr 1826 und auf 43.234 im Jahr 1832.

## Bestandteile des Amtes
Um 1820 gehörten zum Amt Pirna neun Städte (Pirna, Bärenstein, Lauenstein, Neugeising, Liebstadt, Königstein, Gottleuba, Berggießhübel, Dohna), zwei unmittelbare Amtsgemeinden (Hausberg und Burglehn), zwei Bergflecken (Schmiedeberg, Zinnwald), zwei Kammergüter (Sedlitz, Kammerhof), zehn Hammergüter, 19 altschriftsässige Rittergüter (z. B. Gamig und Cotta), 14 neue Schriftsassen, sieben Amtssassen sowie 27 unmittelbare Amtsdörfer und anteilig zwei weitere Amtsdörfer. Zum Amt Pirna zählten zumindest vorübergehend auch folgende Orte:
- Copitz
- Eichberg
- Falkenhain
- Gleisberg
- Gohrisch
- Hermsdorf
- Kreischa
- Meusegast
- Neudörfel
- Neundorf
- Niedervogelgesang
- Papstdorf
- Pötzscha
- Rückenhain
- Sadisdorf
- Schlottwitz
- Sporbitz
- und zahlreiche weitere Orte. Teilweise schwankte die Zugehörigkeit zwischen umliegenden Ämtern.

## Persönlichkeiten
- Georg von Carlowitz, 1516 Landvogt zu Pirna
- Johann Siegmund von Liebenau, Amtshauptmann von Pirna